# Bruno Zapelli
Bruno Zapelli (Villa Carlos Paz, nascido em 16 de maio de 2002) é um futebolista profissional argentino naturalizado italiano que atua como meio-campista pelo Athletico Paranaense. Nascido na Argentina, representa as categorias de base da Itália.

## Carreira

### Clubes
Nascido em Villa Carlos Paz, Córdoba, Zapelli foi descoberto aos 11 anos pelo clube espanhol Villarreal, enquanto participava de uma peneira em Rosário. Após quase três anos na Espanha, retornou à Argentina e fez testes no Boca Juniors, mas como o clube não pôde oferecer alojamento, acabou retornando a Córdoba e se juntou ao Belgrano.
Em 2022, foi alvo de uma proposta de 2 milhões de dólares do clube italiano Modena, que foi recusada pelo Belgrano.
Em julho de 2023, Zapelli foi contratado pelo Athletico Paranaense, do Brasil, assinando contrato de cinco anos. A negociação envolveu o pagamento de 4,5 milhões de dólares por 60% dos direitos econômicos do jogador, tornando-se a segunda maior contratação da história do clube até então.

### Seleção nacional
Zapelli possui ascendência italiana e possui dupla cidadania. Em março de 2023, foi convocado pela primeira vez para a seleção sub-21 da Itália.

## Títulos
Belgrano
- Segunda Divisão Argentina: 2022[5]

Athletico Paranaense
- Campeonato Paranaense: 2024[5]